# 塞尔维亚大公国
塞尔维亚大公国（塞爾維亞語： / Srbija），也被称为拉什卡（塞尔维亚语西里尔字母: Рашка）[a]是一个 以拉什卡地区为中心的塞尔维亚族中世纪国家，包含今天的塞尔维亚、蒙特内哥罗、波斯尼亚和黑塞哥维那和达尔马提亚。
该国约成立于1091年，是一个由杜克里亚的一个附庸公国，和一个直到960年一直以拉什卡为中心，在拜占庭-保加利亚战争之后，才渐渐衰败的早期中世纪塞尔维亚公国合并而成的塞尔维亚人国家。大公国的创始人武根，在他的叔叔和当地另一位霸主博丹，因几十年的反抗斗争，而进入拜占庭监狱后继承了大公的头衔。虽然杜克里亚在战争中遭受打击，但拉什卡地区继续与拜占庭人作战。该国由武卡诺维奇王朝统治，并设法将前塞尔维亚国家的大部置于其统治之下，并将国土扩大到南部和东部。通过与匈牙利的外交关系，它在12世纪中期保持了独立。在1166年的王朝内战之后，斯特凡·尼曼雅一世取得了胜利。尼曼雅的儿子斯特凡在1217年被加冕为国王，而他的小儿子拉斯特科（修士萨瓦）在1219年被指定为第一位塞尔维亚大主教。

## 行政

### 行政划分
| - 塞尔维亚的土地(拉什卡) - 斯塔里拉斯 - 德里纳河 - Patkovo - Hvosno - Podrimlje - 托普利察河 - 伊巴尔河 - Rasina - 西摩拉瓦河 - 莱斯科瓦茨 - Kostrc - Draškovina - Sitnica - Lab - 利普连 - Glbočica - Reke - Uska - Pomoravlje - Zagrlata - Levče - Belica - 利姆河 - Kujavča - Zatrnava | - 泽塔（历史上的杜克里亚） - Luška - 布德瓦 - 尼克希奇 - Oblik - Ribnica - 扎库卢米亚 - 斯通 - Popovo - Dubrava - 卢卡 - 达巴尔 - Žapska - Gorička - Večenik - Travunija - 特雷比涅 - Urmo - 科纳维尔 - 里桑 - Rudina - Raban (Arbanon) - Pilot |

## 建筑

### 基督教
- 圣尼古拉修道院，库尔舒姆利亚
- 基督圣母修道院，Kosanica（英语：Kosanica）和托普利察河间
- 乔治教堂（英语：Đurđevi Stupovi） (Đurđevi stupovi), 1171年，斯塔里拉斯
- 斯图代尼察修道院，1190年，Ibar
- 基督圣母教堂，Bistrica和利姆河汇合处
- 圣尼古拉修道院，Ibar的Končulj（英语：Končulj）
- 基督圣母女子修道院，斯塔里拉斯

## 统治者
| 统治者     | 在位      |
| ---------- | --------- |
| Vukan      | 1091–1112 |
| Uroš I     | 1112–1145 |
| Uroš II    | 1145–1153 |
| Desa       | 1153–1155 |
| Uroš II    | 1155–1162 |
| Beloš      | 1162      |
| Desa       | 1162–1166 |
| Tihomir    | 1166–1168 |
| 尼曼雅     | 1168–1196 |
| 斯特凡二世 | 1196–1202 |
| 福肯二世   | 1202–1204 |
| 斯特凡二世 | 1204–1217 |